# Shortbread

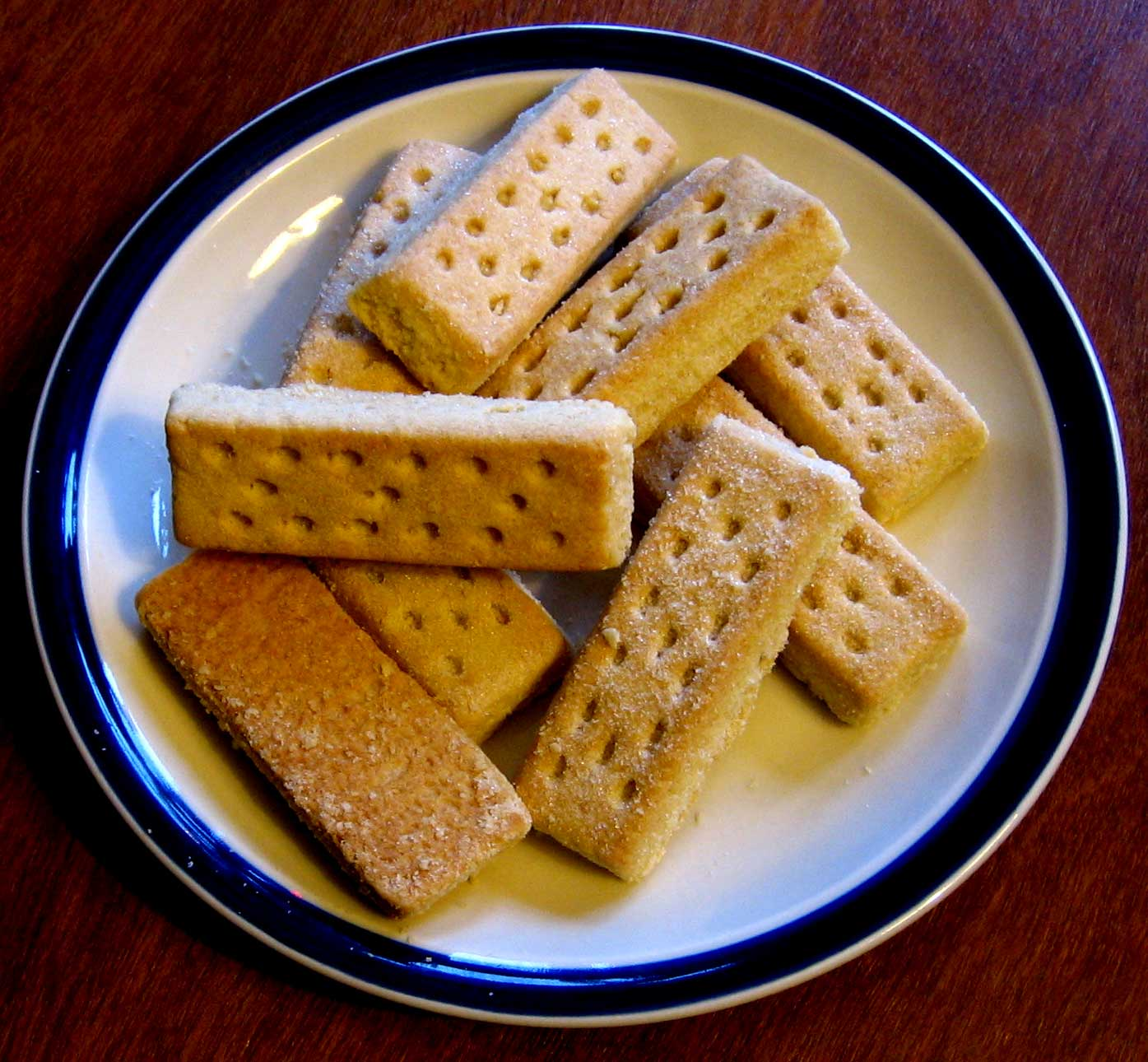
Galletas de shortbread fingers (dedos lit. en inglés).

El shortbread es un tipo de galleta tradicional, típica de Escocia en Reino Unido. Se elabora sin levadura, con una parte de azúcar blanco, dos partes de mantequilla y tres partes de harina de trigo. Tradicionalmente se hacía con harina de avena, y puede llevar otros ingredientes como arroz o harina de maíz con el objeto de alterar la textura.
Aunque el shortbread es originario de Escocia, es un tipo de galleta muy apreciado en Irlanda, en todo el Reino Unido, en Dinamarca y en Suecia, donde se llaman drömmar.

## Características
Estas galletas se elaboran en el horno a baja temperatura para que el color de la masa no se vuelva oscuro y se quede muy claro. Su textura es compacta y se desmiga al romperla. Se denominan shortbread debido a su alto contenido de grasa, dado que la palabra short proviene del término culinario inglés shortening que se aplica a las grasas vegetales o animales empleadas para elaborar masas quebradizas.

## Formas
El shortbread se presenta de tres formas: un gran círculo, que se divide en segmentos tan pronto como se saca del horno (petticoat tails); galletas redondas individuales (shortbread rounds); o rectangulares de ¾” o 2 centímetros (fingers) ("dedos"). La pasta es muy consistente para que conserve su forma durante la cocción. Las galletas están decoradas a menudo con los dientes de un tenedor antes de ser metidas al horno.